# Frédéric Déhu
Frédéric Déhu (født 24. oktober 1972 i Villeparisis, Frankrig) er en tidligere fransk fodboldspiller, der spillede som midterforsvarer. Han var på klubplan tilknyttet de franske hold RC Lens, Paris Saint-Germain og Olympique Marseille, og havde desuden kortere ophold i Spanien hos henholdsvis FC Barcelona og Levante UD. Med Lens var han i 1998 med til at vinde det franske mesterskab, ligesom han med Paris Saint-Germain i 2004 vandt pokalturneringen Coupe de France.

## Landshold
Déhu nåede gennem sin karriere at spille fem kampe for Frankrigs landshold, som han debuterede for den 19. august 1998 i en venskabskamp mod Østrig. Han blev efterfølgende udtaget af landstræner Michel Platini til EM i 1992 i Sverige.

## Titler
Ligue 1
- 1998 med RC Lens

Coupe de France
- 2004 med Paris SG

Coupe de la Ligue
- 1999 med RC Lens